# Лукский сельсовет (Гомельская область)
Лукский сельсовет (бел. Лу́цкі сельсавет) — административная единица на территории Жлобинского района Гомельской области Республики Беларусь. Административный центр — агрогородок Лукский.

## География
Расположен в северо-восточной части Жлобинского района.
Граничит с Краснобережским, Малевичским, Майский сельсоветами Жлобинского района и с Рогачёвским районом Гомельской области.

### Водная система
Протекают реки: Белица, Днепр;
Расположены озёра: Буйняково, Дворище, Среднее, Большое Плесо, Малое Плесо.

## Транспортная сеть
Проходят автомагистрали:
- Р-39 Жлобин – Рогачёв
- М-5 Гомель – Минск

## История
В состав Ректянского сельсовета входили: до 1962 года деревни Великий Лес, Новый Мозалов (в настоящее время не существуют).
25 января 2015 года в состав Жлобина включены земли деревни Лебедевка Лукского сельсовета Жлобинского района.

## Состав
Лукский сельсовет включает 14 населённых пунктов:
- Белица — деревня
- Вербичев — посёлок
- Гречухи — деревня
- Грушечка — деревня
- Дубрава — деревня
- Зелёная Долина — посёлок
- Зелёный Кряж — деревня
- Кабановка — деревня
- Красная Горка — посёлок
- Лебедёвка — деревня
- Луки — деревня
- Лукский — агрогородок
- Новые Луки — деревня
- Ректа — деревня